# Зехаузен
Зехаузен (нем. Seehausen) — город в Германии, в земле Саксония-Анхальт.
Входит в состав района Бёрде. Подчиняется управлению «Бёрде» Ванцлебен. Население составляет 1892 человека (на 31 декабря 2006 года). Занимает площадь 18,30 км².

## Достопримечательности
В окрестностях Зехаузена и в самой Саксонии-Анхальт расположены многочисленные исторические и культурные объекты. Среди них можно выделить Магдебургский собор, монастырь Девы Марии и церковь св. Николая в Магдебурге.

### Ежегодное Морское шествие в Зеехаузене.
Ежегодно в праздник Тела Христова в Зеехаузене проходит уникальное для Баварии озерное шествие. После Святой Мессы процессия на пароме отправляется на остров Вёрт. В сопровождении множества маленьких лодок с празднично одетыми верующими в этот день вспоминают присутствие Иисуса Христа в освященных хлебе и вине. Оказавшись на острове, прихожане идут к алтарю часовни Св. Симперта.

## Климат
Климат умеренный. Лето обычно комфортное и местами облачное, а зима — долгая, очень холодная, снежная, ветреная и облачная. Температура в течение года обычно колеблется от -2 °C до 24 °C.

## Современное состояние
Сегодня Зехаузен является частью района Бёрде и подчиняется управлению «Бёрде» Ванцлебен. Город сохраняет свое историческое наследие, привлекая туристов и поддерживая культурные традиции региона.